# Kim Pu-gjom
Kim Pu-gjom (korejsky 김부겸, anglickým přepisem Kim Boo-kyum, hanča: 金富謙; * 21. ledna 1958 Sangdžu, Severní Kjongsang) je jihokorejský politik. Od roku 2021 vykonává úřad předsedy vlády tohoto státu. V letech 2017 až 2019 vykonával funkcí ministra vnitra a bezpečnosti. Je členem Demokratické strany, v letech 2016–2020 byl také poslancem Národního shromáždění za volební obvod Susong.
Narodil se roku 1958 v Sangdžu v Severním Kjongsangu. V roce 1976 byl přijat ke studiu politologie na Soulské státní univerzitě, ale v roce 1977 byl vyloučen za účast na protestech proti ústavě Ju-šin. V roce 1980 byl opět přijat, ovšem zakrátko znovu vyloučen kvůli porušení stanného práva. Později byl přijat potřetí, titul získal v roce 1987.